# Norbert Dömling
Norbert Dömling (* 25. Januar 1952 in Würzburg) ist ein deutscher Bassist des Jazzrock und Modern Jazz.

## Leben und Wirken
Dömling, der als Autodidakt Bassgitarre und Kontrabass lernte, spielte zunächst in einer Bluesband. Auf dem Weg über die Gruppe Embryo war er Mitglied der Jazzrock-Gruppe Missus Beastly, mit der er zwei Platten aufnahm und 1975 mit Gastmusikern wie Wolfgang Dauner, Zbigniew Seifert und Janusz Stefański beim 106. NDR-Jazzworkshop spielte. 
Dömling wendete sich 1977 dem Jazzlager zu und trat mit Joachim Kühn, Jasper van’t Hof, Charlie Mariano, Leszek Zadlo, Stu Goldberg, Trilok Gurtu und Tomasz Stańko auf. Ab 1978 war er Mitglied von Toto Blankes Electric Circus, mit dem er drei Alben einspielte und auf zahlreichen europäischen Festivals spielte. Er arbeitete außerdem mit Gitarristen wie Juraj Galan, Peter Horton und Biréli Lagrène, war aber auch mit Billy Cobham (Trio LP Cargo 1982), Dom Um Romão und Wilson de Oliveira oder mit dem Projekt Jazz Meets Tango (mit Juan José Mosalini oder Serge Amico am Bandoneon) und mit Peter Gigers Family of Percussion auf Tournee. Er war auch im Hermann Kock Trio und mit Ali Neander im Fifty Fingers Acoustic Orchestra aktiv und gab schon seit 1993 Solo Basskonzerte mit Loop Delay. Im Bassic Trio spielte er mit seinen Kontrabass-Kollegen Jürgen Wuchner und Vitold Rek; mit der Flötistin Stephanie Wagner veröffentlichte er 2023 bei Unit Records das Duoalbum Traces.  Seit 2023 spielt er mit seinem Quintett Norbert Dömling's Flying Spices mit Tony Lakatos, Stephanie Wagner, Manuel Seng und Andreas Neubauer. 
Dömling unterrichtet auch und ist Autor des Lehrbuchs E-Bass Flageoletts, das beim AMA-Verlag erschienen ist. Er war Dozent an der Staatlichen Hochschule für Musik und Darstellende Kunst in Mannheim und an der Wiesbadener Musik- und Kunstschule. Für den Fretless Bass hat er einen speziellen Tonabnehmer entwickelt. Als Komponist ist er seit 1974 auch Mitglied der GEMA. 2023 erhielt er den Darmstädter Musikpreis für herausragende musikalische Leistungen.